# نوخوراک

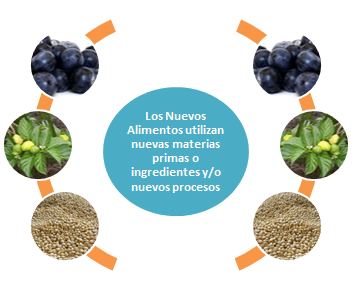
نوخوراک

نوخوراک‌ها (به انگلیسی: Novel foods)، گروهی از مواد خوراکی هستند که دارای تاریخچهٔ قابل توجهی نبوده‌اند یا با روش جدیدی تولید می‌شوند. این عبارت در اتحادیه اروپا به خوراک‌هایی گفته می‌شود که تا پیش از سال ۱۹۹۷ میلادی در آنجا به طور گسترده مصرف نمی‌شدند.

## طبقه‌بندی
1. خوراکی‌ها یا افزودنی‌هایی که از بهبود یک ساختار مولکولی حاصل شوند
2. خوراکی‌ها یا افزودنی‌هایی که از میکروارگانیسم‌ها، قارچ‌ها و جلبک‌ها حاصل شوند
3. خوراکی‌ها یا افزودنی‌هایی که از گیاهان (غیرمعمول در مصرف خوراکی) حاصل شوند
4. خوراکی‌ها یا افزودنی‌هایی که پیشتر با روش‌های متفاوتی تولید می‌شدند و اکنون این روش‌ها تغییر کرده‌اند.